# Archéoastronomie
L’archéoastronomie, appelée aussi paléoastronomie, résulte de la combinaison d’études astronomiques et archéologiques. Elle revêt deux facettes : d’une part elle cherche à expliquer les observations astronomiques passées, à la lumière des connaissances actuelles ; d’autre part, associée à des études archéologiques et ethnologiques, l’ethnoastronomie tente d’interpréter et de préciser un possible usage astronomique de constructions anciennes tels que les mégalithes ou les géoglyphes de Nazca. Dans un contexte inverse, elle peut contribuer à l'astronomie ordinaire qui peut trouver dans des textes anciens des mentions d'événements astronomiques.

## Observations astronomiques passées

### Supernovæ historiques, «étoiles invitées»
Les « étoiles invitées », ou les objets similaires à des étoiles qui apparaissent dans le ciel nocturne, intéressaient beaucoup les Chinois qui les répertoriaient consciencieusement, et plus tard, toutes les civilisations s'intéressant à l'astronomie. L’astronomie actuelle a pu parfois associer ces objets à des évènements célestes transitoires tels que des comètes ou des supernovæ. On connaît à l'heure actuelle huit événements historiques répertoriés pouvant vraisemblablement correspondre à des supernovæ, datant respectivement de 185, 386, 393, 1006, 1054, 1181, 1572, 1604, auxquelles s'ajoute une supernova dont l'explosion remonte à la seconde moitié du XVIIe siècle, sans doute aux alentours de 1667, mais qui n'a pas été observée. De ces huit événements, cinq d'entre eux (1006, 1054, 1181, 1572 et 1604) sont considérés avec certitude comme ayant été des supernovæ, deux d'entre eux (185, 393) sont considérés comme probables du fait de l'identification considérée comme fiable du rémanent associé à la supernova, et une (386) est considéré comme possible, le rémanent n'ayant pas été identifié avec certitude du fait des incertitudes de la position exacte de l'étoile invitée.
- SN 185, dans la constellation du Centaure, est mentionnée uniquement dans des textes chinois. Sa position n'est pas donnée avec une grande exactitude, mais se situe probablement entre les étoiles α et β du Centaure. Quatre rémanents brillants de supernovæ ont été identifiés dans cette région, parmi lesquels G315.4-2.3 semble être le plus probable.
- SN 386, dans la constellation du Scorpion, et SN 393, dans la constellation du Sagittaire, ont été observées par les astronomes chinois, et dont les rémanents n'ont pas été identifiés de façon certaine, en particulier pour SN 386.
- SN 1006, dans la constellation du Loup, est probablement la supernova historique la plus brillante des temps historiques. Son éclat était tel que son observation a été rapportée par tous ceux qui vivaient suffisamment au sud pour pouvoir l'observer. Elle a été visible pendant plus d'une année.
- SN 1054, dans la constellation du Taureau, est la supernova qui a donné naissance à la nébuleuse du Crabe. La supernova, observée en 1054 en Chine et en Europe, a été retrouvée au XVIIIe siècle par Charles Messier qui en a fait le premier objet de son catalogue (M1). La connaissance exacte de l'âge du pulsar du Crabe permet de confronter les observations actuelles aux modèles de pulsars jeunes, notamment par la mesure du ralentissement de sa rotation.
- SN 1181, dans la constellation de Cassiopée, a été observée au mois d'août 1181 par des astronomes chinois et japonais. Elle est restée visible plus de six mois.
- SN 1572, dans la constellation de Cassiopée, dite supernova de Tycho, a été observée par Tycho Brahe le 11 novembre 1572, mais il semble qu'il n'ait pas été le premier à l'observer, devancé au moins par W. Schuler de cinq jours.
- SN 1604, dans la constellation d'Ophiuchus, dite supernova de Kepler, découverte par Johannes Kepler le 9 octobre 1604, demeure à ce jour la dernière explosion de supernova située dans la Voie lactée à avoir été observée.
- SN 1667, dans la constellation de Cassiopée, est la supernova historique la plus mystérieuse... car elle n'a pas été observée à l'époque de son explosion. Ce n'est qu'en 1947 que son rémanent a été observé dans le domaine radio, celui-ci étant en fait une des sources radio les plus intenses du ciel. La raison pour laquelle la supernova n'a pas été observée dans le domaine visible à l'époque de son explosion (estimée à 1667, mais parfois datée de 1680 car l'astronome John Flamsteed pourrait y avoir fait référence cette année-là) n'est pas connue à ce jour.

Il existe également d'autres mentions d'étoiles invitées, en -532, -204, -134, -77, -76, -48, -47, -5, 61, 64, 70, 85, 101, 107, 125, 126, 222, 247, 290, 304, 329, 369, 396, 402, 421, 437, 483, 537, 541, 561, 641, 684, 722, 829, 837 (deux fois), 877, 891, 900, 911, 1011, 1035, 1065, 1069, 1070, 1073, 1074, 1138, 1139, 1163, 1175, 1203, 1224, 1240, 1356, 1388, 1404, 1430, 1431, 1437, 1460, 1584 et 1592 (quatre fois), mais qui sont aujourd'hui considérées comme des novae ou des comètes.

### Datation d'événements historiques par des événements astronomiques
Il est à l'inverse possible de dater précisément des événements historiques qui sont situés par rapport à des événements astronomiques dont la date peut être parfaitement reconstituée aujourd'hui, comme les éclipses de Soleil ou de Lune, ou le passage de certaines comètes (comète de Halley, notamment). L'exercice demeure difficile dans de nombreux cas. Il n'existe ainsi pas de consensus sur l'événement astronomique à l'origine de la fameuse étoile des Rois mages, mentionnée dans l'Évangile selon Matthieu qui aurait annoncé la venue au monde de Jésus-Christ. Cette étoile n'est pas considérée comme un événement historique par la majorité des historiens. Les historiens et astronomes modernes considèrent que « du fait de la nature légendaire du récit, il est douteux que l'étoile de Bethléem puisse fournir une quelconque indication sur l'année de naissance de Jésus ».

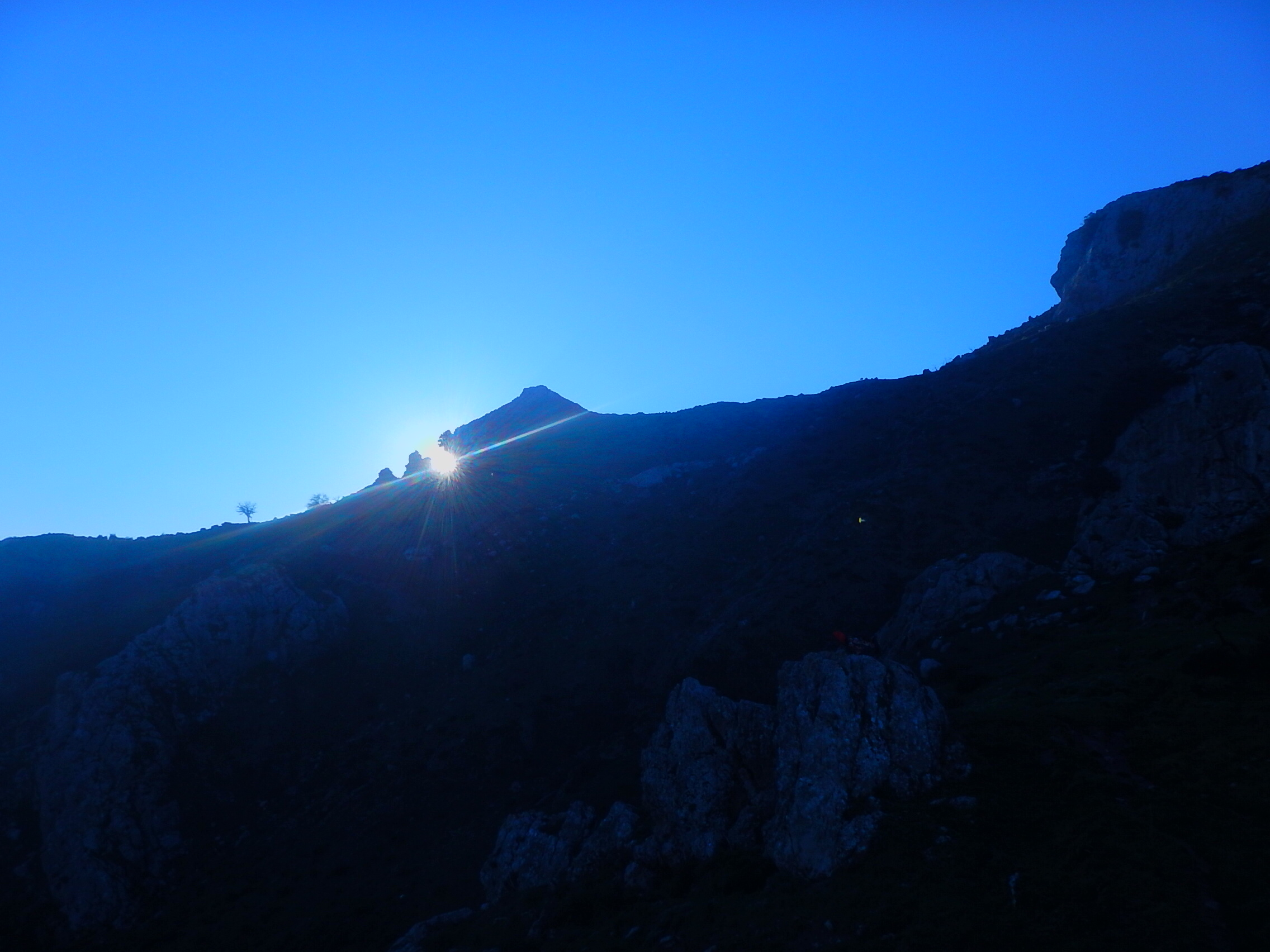
équinoxe vu du site de Pizzo Vento à Fondachelli-Fantina, Sicile

En revanche, l'éclipse de Soleil prétendument prédite par Thalès en l'an 585 av. J.-C. est parfaitement bien datée et permet de ce fait de situer précisément toute la chronologie de cette époque par rapport à notre calendrier.

### Datation de phénomènes astronomiques par anciennes représentations: fresques et peintures murales préhistoriques
La Nébuleuse de Mérope, considérée comme un rémanent de supernova, pourrait bien avoir été vue, à l'époque de Sumer, comme une supernova, se présentant à ce moment-là comme un anneau d'étoiles soudainement très brillantes, autour d'un centre lumineux (qui ne l'est pas resté très longtemps, quant à lui, puisqu'il a explosé). On peut le constater sur un sceau mésopotamien en argile où l'on voit les Pléiades et la supernova.[réf. nécessaire]

## Œuvres à vocation astronomique

### Alignement astronomique
Selon Geoffrey Cornelius et Paul Devereux, les alignements astronomiques de monuments anciens ne sont pas rares : « Plus d'un site archéologique antique présente des preuves irréfutables d'un alignement avec des phénomènes tels les levers de Soleil aux solstices et équinoxes, les couchers de Lune aux maxima et minima de déclinaison et, parfois, avec les étoiles ou les planètes. L'archéoastronomie est l'étude scientifique de ces alignements. Il fallait tout d'abord placer un repère au centre du monument. Ensuite, pour trouver le nord géographique, on notait les points de lever et de coucher d'une étoile, puis on cherchait le point médian. Les points de lever et de coucher du Soleil aux solstices, ainsi que les maxima et minima de déclinaison de la Lune étaient, pense-t-on, localisés par une série de repérages au moyen de pieux, des points de lever et de coucher à l'horizon sur une période donnée. On dressait alors des marqueurs permanents pour indiquer certains points d'intersection. Avec le temps, la science du ciel dut permettre de bâtir un monument sans attendre les 18,6 ans d'un cycle lunaire complet ».
Prolongeant la conception de la petra genetrix de Mircea Eliade, Ina Mahlstedt, considère que les pierres levées ont eu pour fonction d'accueillir les puissances estivales de la vie pendant la latence hivernale, d'après une conception selon laquelle entre la mort et la renaissance, la vie se conserve dans la pierre. Selon elle, le phénomène du mégalithisme est étroitement lié aux problématiques engendrées par les débuts de l'agriculture et de la sédentarisation : la dépendance par rapport au cycle des saisons conduit à l'observation du ciel, puis à la détermination des points cardinaux et à la sacralisation des repères utilisés qui peuvent être des pierres levées ou d'autres constructions de pierre.
Il a souvent été affirmé que les mégalithes sont d’anciens « observatoires ». 5000 ans av. J.-C. le peuple de Nabta Playa a édifié le plus ancien mégalithe à vocation astronomique connu. Les recherches ont montré qu’il s’agissait d’un calendrier préhistorique marquant précisément le solstice d’été.

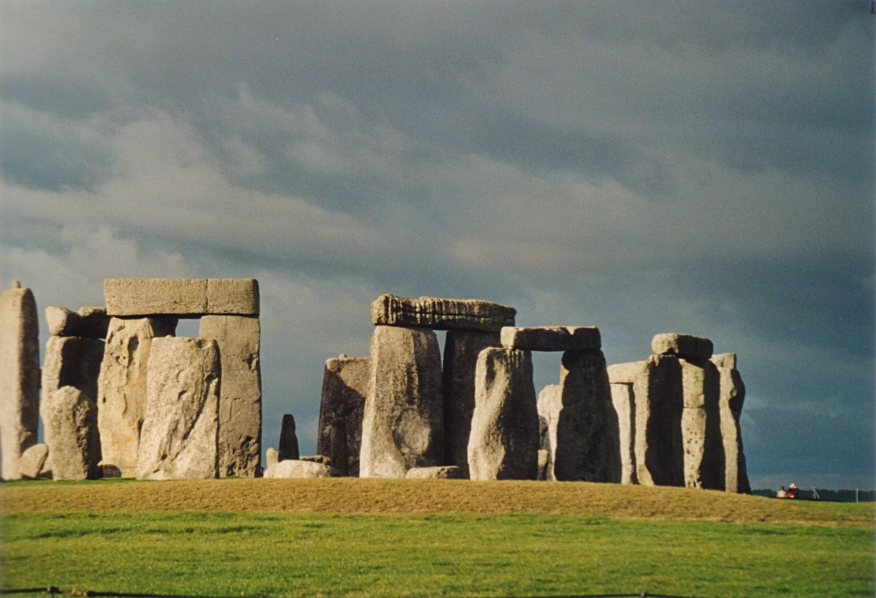
Stonehenge.

Les mégalithes des Îles Britanniques font aussi l’objet de nombreuses études. En 1909, sir Norman Lockyer remarque que le tumulus de Newgrange (3200 av. J.-C., en Irlande) est orienté vers le solstice d'hiver. Pendant les années 1960, Alexander Thom fait des recherches approfondies sur ces mégalithes et publie un livre : Megalithic sites in Britain. Expliquant sa théorie sur les mégalithes, il propose, statistiques à l’appui, que beaucoup de monuments en Grande-Bretagne sont orientés de manière à pouvoir être utilisés comme calendriers. Selon sa théorie très discutée, les monuments érigés selon un étalon de mesure commun (le yard mégalithique), marquent des points de l’horizon où le Soleil, la Lune et les principales étoiles se lèvent à des moments particuliers de l’année (solstices d’été, d’hiver, les équinoxes, …). Ces hypothèses archéoastronomiques se heurtent à de sérieuses difficultés : les monuments mégalithiques ont subi de profondes transformations au cours des siècles et des millénaires ; les calculs fondés sur une métrique approximative ; les visées astronomiques par rapport à des monolithes servant de mire, offrent un champ de visée trop large. Ainsi, bien que les archéologues se montrent sceptiques avec la théorie archéoastronomique globalisante de Thom, de 1978 à nos jours de nombreux travaux, documentaires et ouvrages reprennent les considérations de métrologie et d'archéoastronomie de Thom pour les appliquer à tous les sites mégalithiques. Des auteurs d'origines diverses recouvrent les plans de sites qu'ils étudient comme ceux de Carnac et de Locmariaquer, de figures géométriques opportunes (cercles, triangles, rectangles), et font appel à de nombreux thèmes d'interprétation philosophico-religieux empruntés au monde entier, pour proposer des interprétations archéoastronomiques aventureuses qui séduisent le public par leur soubassement scientifique et leur cohérence logique, mais déçoivent, lorsqu'elles sont confrontées aux faits, selon les préhistoriens et archéologues Gérard Bailloud, Christine Boujot, Serge Cassen, et Charles-Tanguy Le Roux.
Le cas de Stonehenge, dès 3100 av. J.-C., est encore discuté aujourd'hui. Comme d’autres mégalithes, il est aligné d’une façon particulière par rapport aux solstices : lever de soleil au solstice d'été, lever de lune au solstice d'hiver (maximum de déclinaison), lever de lune au solstice d'hiver (minimum de déclinaison), lever de soleil au solstice d'hiver, lever de lune au solstice d'été (maximum de déclinaison), coucher de lune au solstice d'hiver (minimum de déclinaison).
Le site mégalithique de site archéologique de Calçoene, situé dans la forêt amazonienne du Brésil, semble être un observatoire astronomique ressemblant étrangement à celui de Stonehenge.
Les Grandes pyramides d’Égypte furent alignées sur les points cardinaux. Robert Bauval a fait remarquer que leur disposition rappelle celle des étoiles du Baudrier d’Orion : le conduit Sud de la Grande Pyramide fut aligné avec Zêta dans le Baudrier d'Orion.[Information douteuse]
L'helléniste Jean Richer a conduit une étude sur la géographie sacrée du monde grec. Il constate que « les Phéniciens, les Hittites, les anciens Grecs, les Étrusques, les Carthaginois et les Romains ont tissé un réseau de correspondances entre, d'une part, le ciel (et en particulier la course apparente du soleil dans le zodiaque) et d'autre part, la terre habitée par les hommes et les cités qu'ils édifient ». Une carte de Grèce montre un alignement entre les trois lieux sacrés de Delphes, Athènes et Délos, ligne qui se prolonge jusqu'au sanctuaire de Camiros sur l'île de Rhodes [Information douteuse], mais cet alignement n'a de sens que dans la projection de Mercator, qui ne sera inventée que des siècles plus tard. Selon Richer, les Grecs aient voulu faire de leur pays la vivante image du ciel.
Des alignements astronomiques ont été mentionnés par l'archéologue amateur anglais Alfred Watkins, un des pionniers de la géographie sacrée, qui avait découvert, en étudiant les sites sacrés de son terroir, le Herefordshire, qu'on pouvait aussi associer aux alignements astronomiques une grande variété de sites : églises, chapelles, calvaires, tumuli, carrefours antiques, arbres sacrés, sources… Ceci n'est pas réellement surprenant car de nombreux lieux de culte pré-chrétiens ont été christianisés par la suite mais les chrétiens n'ont pas fait que reprendre à leur compte les anciens lieux de culte néolithiques, celtes ou romains ; il semble bien qu'ils connaissaient et qu'ils ont perpétué la tradition d'implanter les lieux de culte en fonction de critères astronomiques[réf. nécessaire]. On constate en effet que certains alignements datent de l'époque chrétienne : on peut par exemple trouver, à proximité de certaines églises, des chapelles qui se trouvent alignées sur le lever solaire de la fête du saint auquel l’église principale est dédiée. Les édifices eux-mêmes sont souvent orientés vers le lever solaire à une date précise. Dans la cathédrale de Chartres (XIIIe siècle), à midi, au solstice d'été, le Soleil traverse d'un rayon une portion de verre clair dans le vitrail consacré à Saint Apollinaire, dans la partie Ouest du transept Sud. On peut donc en conclure que cette tradition astronomique, qui remonte à la Préhistoire, s'est poursuivie à l'époque celtique, à la période gallo-romaine puis au Moyen Âge et même après.

### Art rupestre et pariétal

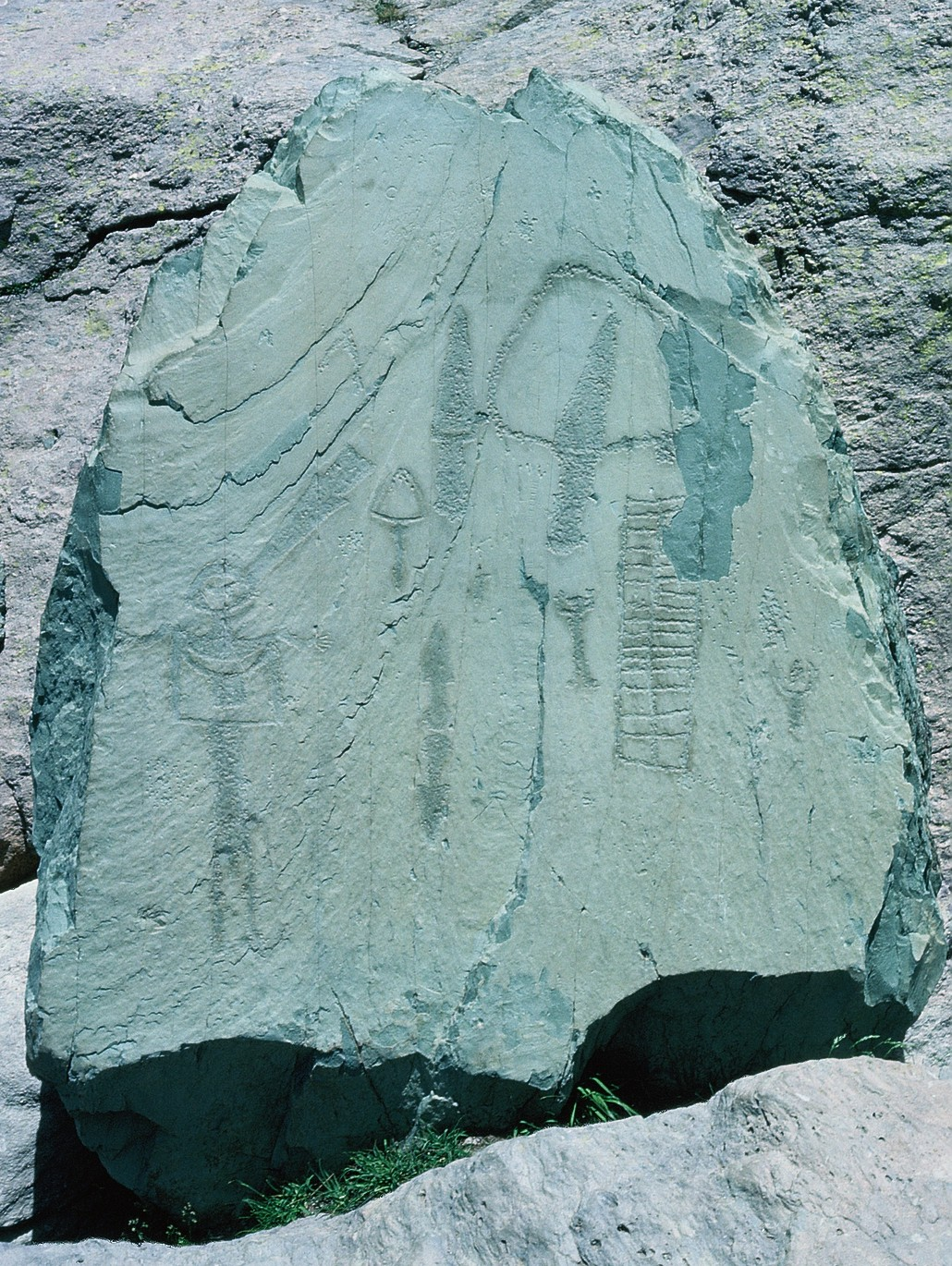
Stèle du « Chef de tribu » de la vallée des Merveilles : poignards et chef seraient orientés en fonction de positions précises du soleil.

L'archéoastronome Chantal Jègues-Wolkiewiez, en utilisant un clinomètre qui détermine la pente de la roche, et un compas de relèvement émet l'hypothèse que les gravures sur les roches de la vallée des Merveilles ou les peintures de 126 sur les 130 grottes ornées ou gravées (notamment la grotte de Lascaux) et abris sous roche qu'elle a examinées sont orientées en fonction des levers du soleil à l'équinoxe ou au solstice. Néanmoins, cette interprétation est accueillie avec scepticisme par la communauté scientifique.
Certaines croyances liées aux constellations semblent très anciennes car largement répandues parmi les peuples autochtones du monde. La Grande Ourse serait ainsi liée au mythe d'une chasse cosmique depuis le Paléolithique supérieur au moins. Le proto-récit aurait pris la forme d'un cervidé poursuivi jusqu'au ciel par un chasseur, et s'y transformant en constellation.

## Archéoastronomie et astroarchéologie
L'archéoastronomie ne doit pas être confondue avec l'astroarchéologie dont les buts sont ésotériques ou astrologiques ou ufologiques ; elle est d'ailleurs classée dans les pseudosciences. Néanmoins on peut parfois rencontrer dans des sites internet américains ou anglais le mot astroarchaeology pour désigner l'archéo-astronomie.